# Canal de Sainte-Anne-de-Bellevue
Le canal de Sainte-Anne-de-Bellevue est une voie d'eau dans le fleuve Saint-Laurent permettant de franchir les rapides de Sainte-Anne à l'ouest de l'île de Montréal, entre Sainte-Anne-de-Bellevue et l'île Perrot. Il a été désigné comme lieu historique national du Canada en 1929.

## Histoire

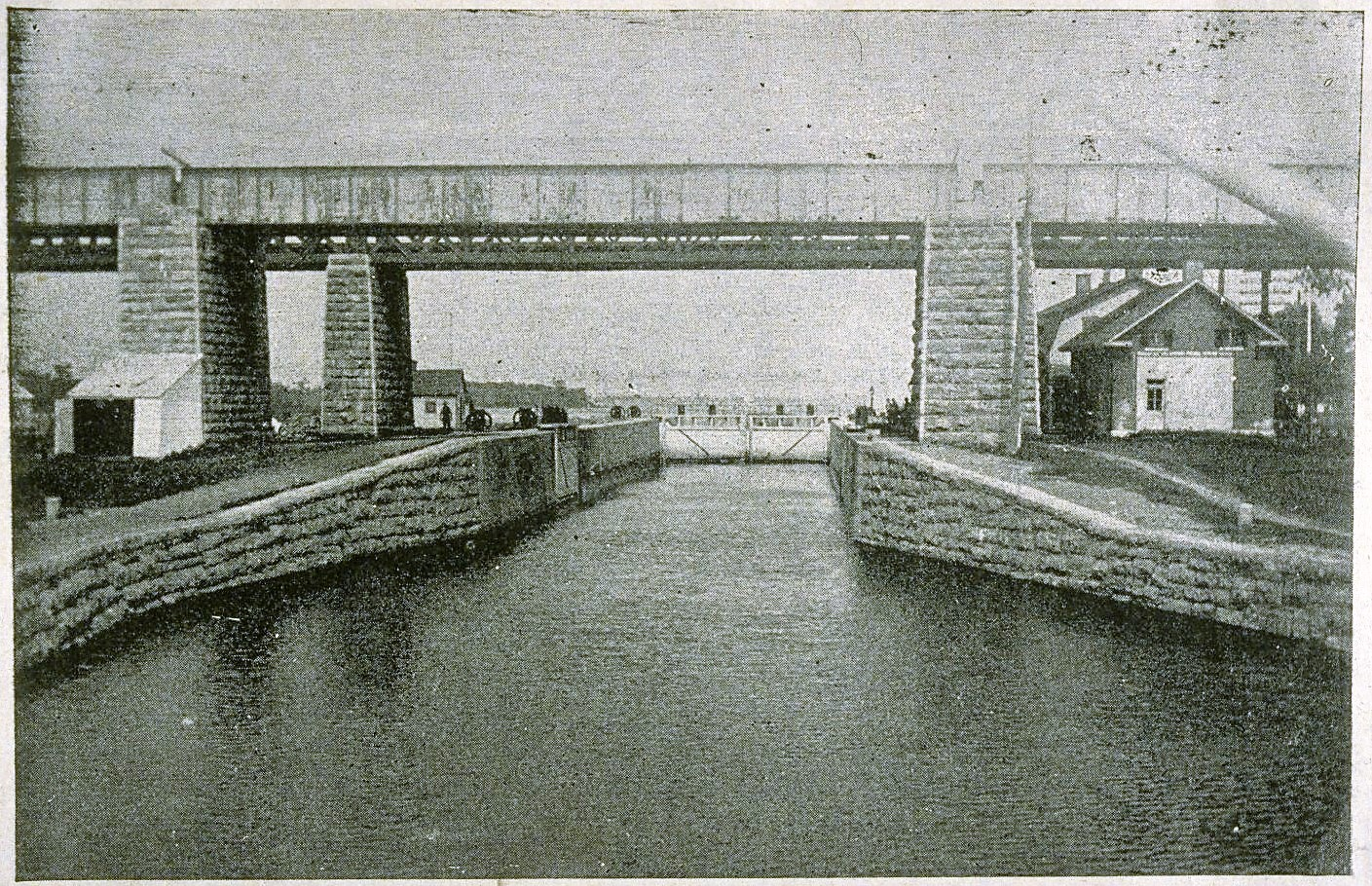
Dans Le Monde illustré, 1894

Le canal de Sainte-Anne-de-Bellevue fait partie d'un vaste réseau de canaux permettant de contourner des obstacles naturels. Il permet de relier Montréal à Ottawa, puis à Kingston, sur les rives du Lac Ontario.
Les travaux pour la création du Canal débutent en 1840 et se terminent le 14 novembre 1843. Construite dans la partie est du chenal, l'écluse fabriquée en maçonnerie de pierres de taille mesure 58 m de longueur sur 14 m de largeur et 2 m de profondeur sur les seuils. 
Comme ce fut le cas ailleurs, l'apparition du chemin de fer et le déclin de l'industrie forestière viennent graduellement modifier la vocation commerciale du canal de Sainte-Anne qui accueille depuis les plaisanciers des Lacs Saint-Louis et des Deux Montagnes. Des travaux d'élargissement et de modernisation ont considérablement modifié ses structures d'origine, de sorte que le site ne contient que de très rares vestiges de la construction initiale.
Depuis 1963, le canal ne dessert plus que la navigation de plaisance.

## Parcs Canada
Depuis les années 1970, le canal de Sainte-Anne-de-Bellevue est propriété du gouvernement fédéral (Parcs Canada) et est connu sous l'appellation de lieu historique national du Canada de Sainte-Anne-de-Bellevue.